# Stephon Heyer
Stephon Heyer (Lawrenceville, 16 gennaio 1984) è un giocatore di football americano statunitense che gioca negli Oakland Raiders.

## Carriera universitaria
Ha giocato nei Maryland Terrapins squadra rappresentativa dell'università del Maryland.

## Nella NFL

### Con i Washington Redskins
Al draft NFL 2007 non è stato selezionato, ma poi è stato preso dai rookie non selezionati dai Washington Redskins, ha debuttato nella NFL il 9 settembre 2007 contro i Miami Dolphins.

### Con gli Oakland Raiders
Dopo esser diventato free agent il 2 agosto 2011 ha firmato con gli Oakland Raiders.

## Statistiche
| Partite totali             | 49 |
| Partite totali da titolare | 33 |